# Albert Mettens
Albert Mettens est un footballeur belge né le 8 février 1912 à Anderlecht (Belgique) et mort le 22 mai 2003.
Il a commencé à jouer au football au Sporting d'Anderlecht. Puis, à dix-sept ans et trois mois, il fait ses débuts dans l'équipe première. Les vedettes Mauves de l'époque sont le gardien de but Jean Caudron et l'attaquant Ferdinand Adams. Le club fait alors l'ascenseur entre la première et deuxième division. En 1935, il rejoint à nouveau l'élite. Albert Mettens a pour équipier Constant Vanden Stock, futur président du club. 
En 1937, il rejoint le Racing Club de Bruxelles où il reste deux saisons.
Ensuite, il joue au CS Florennois à deux reprises, au FCUW Ciney, au SC Ixelles et à La Rhodienne RFC.
Il effectue une carrière d'entraîneur à Rhode-Saint-Genèse et Schaerbeek, avant de revenir à Anderlecht pour s'occuper des jeunes du club. Il a ensuite siégé au Conseil d'administration et est devenu le conseiller du président Vanden Stock. 
Mettens a été membre honoraire de l'Association royale belge de football (URBSFA). Il est mort le 22 mai 2003, âgé de 91 ans.

## Palmarès
- International B  en 1937
- Champion de Belgique D2 (série A) en 1935 avec le RSC Anderlecht